# Maximilià Morales Gómez
Maximilià Morales Gómez (Barcelona, 8 d'octubre de 1948 - Palma, 11 d'abril de 2017) era un polític mallorquí.
Llicenciat en màrqueting, va començar la seva trajectòria política en el Partit Liberal, un petit partit que després es va integrar a la Unió de Centre Democràtic (UCD). Entre 1978 i febrer de 1980 va ser secretari regional d'UCD a Balears. L'any 1979 va ser elegit conseller del Consell Insular de Mallorca en representació d'UCD. En fou elegit vicepresident i a conseqüència de la dimissió de Jeroni Albertí, l'any 1982 fou nomenat president del Consell Insular de Mallorca fins a les noves eleccions de 1983.
Fou un dels integrants de la comissió redactora de l'Estatut d'Autonomia de 1983, on les seves principals aportacions anaren adreçades a la creació d'uns Consells Insulars amb competències suficients per ser considerats vertaders governs de cada una de les illes.
El seu mandat coincidí amb la formació de la Mancomunitat del Pla i la Mancomunitat del Raiguer, una figura supramunicipal per la qual els municipis que la conformen comparteixen serveis, costos dels quals serien inassumibles per cada un d'ells per separat.
Després de la desintegració d'UCD va ser un dels fundadors d'Unió Mallorquina. En aquest partit va ser membre del Consell Polític i el Comitè Executiu fins a 1988 i posteriorment des de 1993.
Entre 1999 i 2003 fou president del Parlament de les Illes Balears per UM durant el mandat del Pacte de Progrés encapçalat per Francesc Antich Oliver. En la següent legislatura va ser nomenat membre de la Comissió Assessora per a la Reforma de l'Estatut d'Autonomia.